# 中国驻密克罗尼西亚联邦大使馆
中华人民共和国驻密克罗尼西亚联邦大使馆（英語：Embassy of the People's Republic of China in the Federated States of Micronesia），简称中国驻密克罗尼西亚联邦大使馆，是中华人民共和国驻密克罗尼西亚联邦的外交代表机构。驻密联邦大使馆兼辖对未建交国马绍尔群岛和帕劳的相关事务，并下辖马绍尔群岛大使馆留守组。